# Арготе, Хосе
Хосе Рамон Арготе Вега (исп. José Ramón Argote Vega; род. 17 октября 1980, Сан-Хуан-дель-Сесар, Гуахира) — венесуэльский футбольный арбитр.

## Биография
Хосе родился 17 октября 1980 года в городе Маракайбо.
Учился в университете Сулия на медицинском факультете по специальности ветеринария; проходя курс на факультете физического воспитания, увлёкся арбитражом футбольных матчей. Уже через четыре месяца судил матчи низших дивизионов.
10 августа 2008 года дебютировал в Примере на матче между «Эстудиантес де Мерида» и «Минерос Гуаяна». За пять сезонов отсудил 83 матча, в которых показал 354 жёлтые и 29 красных карточек. В Кубке Венесуэлы отсудил восемь матчей (четыре сезона), показал 33 жёлтые карточки.
Через пять лет стал арбитром КОНМЕБОЛ. 20 августа 2013 года судил матч Южноамериканского кубка между «Ла Экидад» и «Кобрелоа».
Арбитр ФИФА с 2015 года. Обслуживал матчи Кубка Америки 2015 и Кубка Либертадорес.
В 2015 году был избран в число главных арбитров Столетнего Кубка Америки 2016, который проходил в США.
С 2015 года обслуживает отборочные матчи к чемпионату мира 2018 года зоны КОНМЕБОЛ.

## Матчи национальных сборных
| Дата           | Место проведения    | Сборные               | Счёт | Турнир                  | Предупреждён | Yellow card · Yellow-red card | Red card |
| -------------- | ------------------- | --------------------- | ---- | ----------------------- | ------------ | ----------------------------- | -------- |
| 20 ноября 2008 | Баринас, Венесуэла  | Венесуэла — Ангола    | 0:0  | Товарищеский матч       | 4            | 0                             | 0        |
| 13 июня 2015   | Антофагаста, Чили   | Уругвай — Ямайка      | 1:0  | Кубок Америки           | 3            | 0                             | 0        |
| 19 июня 2015   | Ранкагуа, Чили      | Мексика — Эквадор     | 1:2  | Кубок Америки           | 6            | 0                             | 0        |
| 29 июня 2015   | Сантьяго, Чили      | Чили — Перу           | 2:1  | Кубок Америки           | 1            | 0                             | 1        |
| 17 ноября 2015 | Асунсьон, Парагвай  | Парагвай — Боливия    | 2:1  | Квалификация ЧС 2018    | 4            | 1                             | 0        |
| 11 июня 2016   | Хьюстон, США        | Колумбия — Коста-Рика | 2:3  | Столетний Кубок Америки | 5            | 0                             | 0        |
| 23 марта 2017  | Монтевидео, Уругвай | Уругвай — Бразилия    | 1:4  | Квалификация ЧС 2018    | 6            | 0                             | 0        |